# サリー・ブレットン
サリー・ブレットン（Sally Bretton、1980年4月23日 - ）は、イギリスの女優。

## 出演作品
- The Office（ドナ）
- Yes？No？ワケあり男女のルームシェア2
- 必殺処刑人
- Yes？No？ワケあり男女のルームシェア3
- Yes？No？ワケあり男女のルームシェア4